# تفميم المعدة والاثناعشر
تفميم المعدة والاثناعشر أو المفاغرة المعدية الاثناعشرية (بالإنجليزية: Gastroduodenostomy)‏ هي إجراء جراحي ينشئ فيها الطبيب اتصالا جديدا بين المعدة والاثنا عشر. يمكن عمل هذا الإجراء في حالات سرطان المعدة أو في حالة قصور الصمام البوابي.